# Koldingi csata (1658)

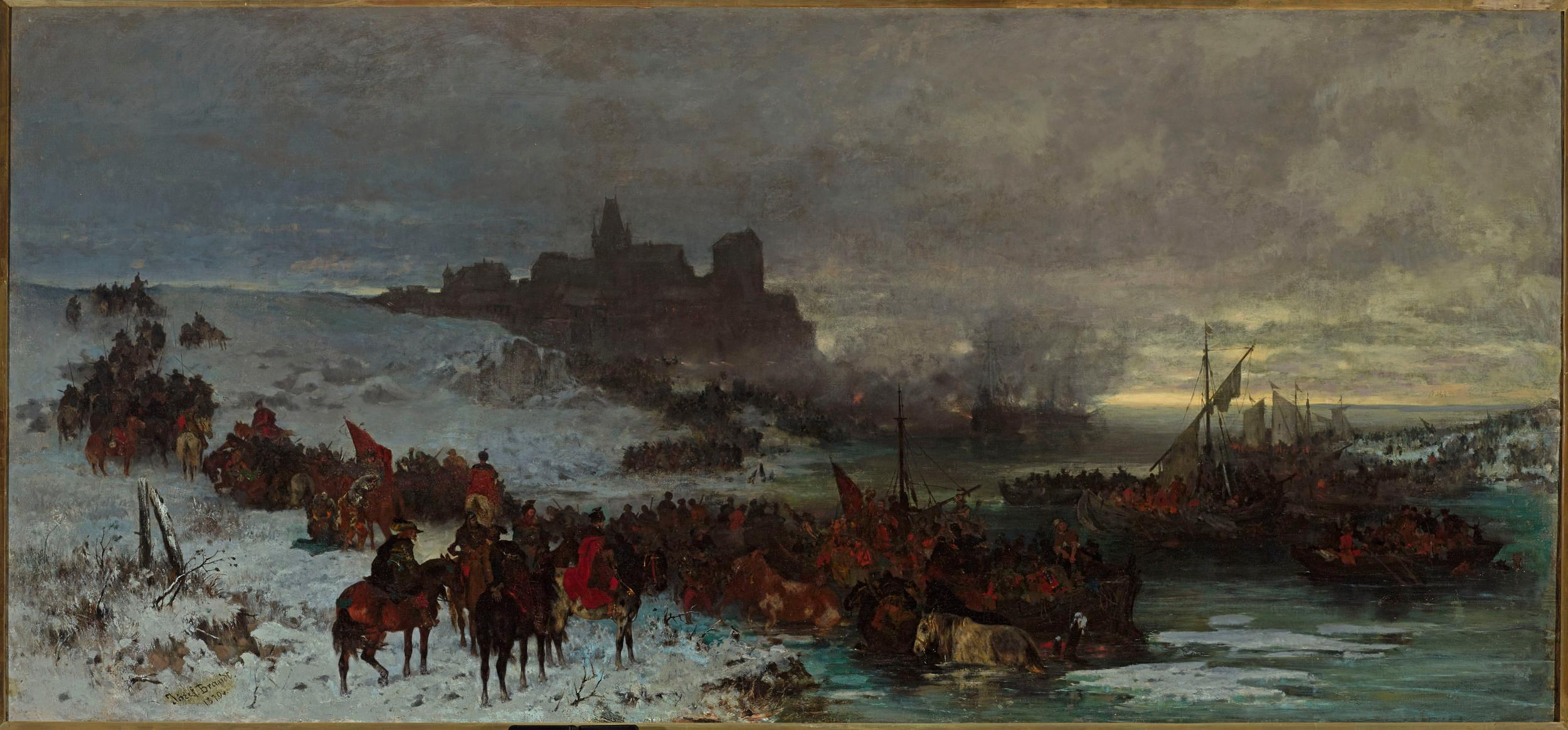
Józef Brandt: Czarniecki a koldingi csatatéren

Koldingi csata (1658) a lengyel-dán hadak győzelme a Dán Királyságot megszállva tartó svéd seregek felett, 1658. december 23. és december 25-e között. Előbbi hadak vezetője Stefan Czarniecki, utóbbié X. Károly Gusztáv.
Kolding Délnyugat-Dániában fekvő várát Károly Gusztáv személyesen tartotta megszállva 2 ezer katonájával. Délről viszont egyszerre nyomultak be az országba osztrák, brandenburgi és lengyel haderők, hogy kiűzzék Károlyt az országból. Koldingot az osztrákok korábban már elfoglalták, most viszont a szövetségesek hátában veszélyes is lehetett volna. A dán sereg csupán 500 gyalogosból állt, ezért szükséges volt számára Czarniecki 500 fős lovasseregének segítsége.
December 23-án sűrű köd borította a területet, amelyet Czarniecki ki akart használni. Emberei sajkákon érkeztek a tenger felől, majd teljes csendben osontak a várfalához. A falak közelében szalmakötegeket tettek a lábuk alá, hogy ne csapjanak zajt. Egy svéd őrszemnek mégis sikerült észrevennie a közeledő lengyeleket és megkongatta a vészharangot. A svédek visszaverték a támadást.
December 24-én Czarniecki másodszor indított támadást Kolding ellen, de ezt is sikerült visszaverniük a svédeknek. Czarniecki erre felszólította a védőket a megadásra, amit azok kereken elutasítottak. A következő nap indított harmadik támadás ellenben már sikeres volt. A lengyel és dán katonaság bejutott a városba és a Koldinghus vár udvarára, ahol kemény kézitusa bontakozott ki. Egy dragonyos felgyújtotta a svédek szertárát, ahol a lőport tárolták. Az így keletkező robbanásban a vár súlyosan megrongálódott, emiatt csökkent a svéd ellenállás is.
A dánok és a lengyelek visszafoglalták Koldingot, habár a svédek újból megpróbálkoztak az elfoglalásával, de Czarniecki elhárította a próbálkozásukat. Kolding lett ezt követően a lengyel sereg dániai bázisa és téli szállása. A hadműveletek a svédek ellen még egy évig zajlottak Dánia területén.